# SuperStar KZ
SuperStar KZ — реалити-шоу, основанное на популярном британском шоу Pop Idol. Шоу, которое транслировалось по «Первому каналу Евразия» по субботам в 18.50 — это соревнование, чтобы определить лучших молодых певцов в Казахстане. Голосование по SMS или телефону заканчивалось в 22:40 по субботам, с результатами, которые показывают с 22:30 до 23:00. SuperStar KZ — это второй приобретённый лицензионный проект на казахстанском телевидении. SuperStar KZ представлено преимущественно на русском, песни поются на русском, казахском и английском языках. Некоторые участники, такие как Айнура Назарбекова, Алтынай и Жанара, строго говорят на казахском. Разнообразие национальностей, что типично для Казахстана, обычно представлено так: казахи, русские, украинцы, немцы, корейцы, уйгуры и татары.

## Первый сезон
Первый сезон проходил по «полной лицензии» и длился девять месяцев. Проект состоял из прослушивания 16 городов: Астана, Тараз, Актау, Семипалатинск, Павлодар, Атырау, Шымкент, Кызылорда, Талдыкорган, Уральск, Усть-Каменогорск, Караганда, Кокшетау, Актобе и в Алматы, в итоге жюри прослушали 5563 человека. Второй этап — Elimination, проходил в Алматы 27 августа и продолжался 3 дня. Где из 100 конкурсантов остаётся 50 человек. Третий этап назывался «Work shop» — «Рабочий магазин». Он проходил пять недель, c 1 по 30 ноября 2003 года, в течение каждой недели в Алматы приезжали по 10 конкурсантов, которые получали уроки по вокалу, хореографии, стиля, и по субботам в прямом эфире, зрители могли увидеть, чему они научились. Из каждой десятки выходили лишь двое. В финале 10 человек. Но организаторы 13 декабря года провели «Счастливый билет», где 8 участникам давался шанс в выход в финал. Избрание 8 участников происходило так, что каждый из членов жюри без согласования друг с другом называли по одному участнику. Двоих участников жюри отберёт в процессе споров между собой. И ещё пару назовёт генеральный продюсер. Далее проходили серии финальных концертов, где из 12 финалистов, каждую неделю один участник покидал проект.
Темы каждого концерта:
- Top 12: Зарубежные хиты всех времён.
- Top 11:
- Top 10:
- Top 9:
- Top 8: Казахстанские хиты.
- Top 7: San Remo 80-х Диско-Хиты.
- Top 6: Песни Советского Времени.
- Top 5: Современные зарубежные хиты.
- Top 4: Песни о любви.
- Top 3: Современные российские хиты.
- Top 2: Grand Final

На Гранд-Финале было зарегистрировано рекордное количество звонков и сообщений — 622 394. Решающие цифры оказались ошеломляющими: за Романа Кима — 295 807 голосов, за Алмаса Кишкенбаева — 326 587. Разрыв — всего лишь в 5 %.
Спонсорами SuperStar KZ первого сезона являлись «Казкоммерцбанк» и сеть магазинов «Планета Электроники».

### Ведущие
- Серик Акишев
- Улпан Кураисова
- Ирина Кордюкова

### Жюри
- Батырхан Шукенов — певец и музыкант
- Роман Райфельд — музыкальный критик
- Арман Мурзагалиев — скрипач
- Ляйля Султан-Кызы — телерадиоредактор.

## Второй сезон
Второй сезон SuperStar.KZ. Прослушивания проходило с 23 по 30 Июля 2004 года, в следующих городах: Тараз, Шымкент, Кызылорда, Атырау, Актобе, Алма-Ата, Усть-Каменогорск, Павлодар, Караганда и конечная точка Астана. Премьера второго сезона SuperStar.KZ состоялась 25 сентября 2004 года в 18.50 на «Первом канале Евразия».
6 ноября 2004 года проходил этап «Work shop». В течение пяти недель телезрители, увидев участников конкурса в прямом эфире, сразу вслед за этим смогли отдать свои голоса за полюбившегося конкурсанта. Как и прежде, из одной десятки в финал выходили только двое конкурсантов, набравших наибольшее количество голосов телезрителей. С 25 декабря 2004 по 12 марта 2005 проходили финальные концерты, где победил Кайрат Тунтеков из Шымкента. Он получил главный приз — контракт на запись сольного альбома. В том же году альбом был записан. Второе место, по количеству голосов зрителей, занял Алишер Каримов из Тараза. Приз симпатий сотрудников и клиентов «Казкоммерцбанка» получила Динара Садвакасова из Экибастуза. Приз вручил управляющий директор Казкоммерцбанка господин Магжан Ауэзов. В том же году второй сезон SuperStar.kz был награждён высшей общенациональной журналистской премией «Алтын Жулдыз» в номинации «Лучший развлекательный проект».
Спонсорами SuperStar KZ второго сезона являлись Казкоммерцбанк и компания LG.

### Ведущие
- Эрик Соло
- Улпан Кураисова
- Нурай Мукадес

### Жюри
- Дарига Назарбаева — дочь президента Казахстана Нурсултан Назарбаев
- Алмаз Амирсеитов — президент Premier Records KZ
- Олег Марков — генеральный продюсер
- Диана Снегина — DJ на радио «Europa Plus Казахстан»

## Третий сезон
Прослушивание третьего сезона проходило с 7 октября по 2 ноября 2005 года. Было прослушано около 12000 человек в городах:
- Алма-Ата: 7 октября, 8 октября, 1 ноября, 2 ноября
- Актау: 10 октября, 11 октября
- Актобе: 13 октября, 14 октября
- Павлодар: 15 октября, 16 октября
- Костанай: 18 октября, 19 октября
- Караганда: 20 октября, 21 октября
- Астана: 22 октября, 23 октября
- Усть-Каменогорск: 24 октября, 25 октября
- Шымкент: 27 октября, 28 октября

Премьера третьего сезона SuperStar KZ состоялась 26 ноября 2005 года в 18.50 на «Первом канале Евразия». С 7 января 2006 года начался «естественный отбор», где из 143 претендентов на звание SuperStar Kz 3, приехавших в Алматинский тур, жюри отобрало 40 лидеров. Как всегда участников разбивали на 5 групп по 8 человек и их музыкальный талант оценивался каждую субботу.
Спонсорами SuperStar.KZ Третьего сезона являлись «Казкоммерцбанк» и косметика Mia.

### Первая группа (7 января2006)
- Адылжан Умаров — Любить Тебя by Santos и Юлия Началова
- Аян Бирбаев — Айсулу by Bangor
- Данияр Отеген — I Believe I Can Fly by R. Kelly
- Екатерина Реванова (из Караганды) — Ландыш Серебристый by
- Маржан Макишев — Лебединая Верность by Евгений Мартынов
- Меруерт Мусрали -
- Нуржан Керменбаев -
- Зарина Елеусизова — All At Once by Whitney Houston

### Вторая группа (14 января2006)
- Алия Абилкайырова (из Алматы) — Je T’Aime by Lara Fabian
- Алтынай Сапаргалиева (из Жанаозена) — The Voice Within by Christina Aguilera
- Арстан Мырзагереев (из Караганды) — Где Же Ты? by K-7
- Даурен Оразбеков (из Караганды) — Ночь Подруга by A-Studio
- Гульмира Иржанова (из Костаная) — Underneath Your Clothes by Shakira
- Гульмира Закирьянова (из Костаная) — Омір-Өзен by Алтынай Жорабаева
- Сарман Тулебаев (из Караганды) — Belle
- Вячеслав Балашов (из Усть-Каменогорска) — Необыкновенные Глаза by Рашид Бейбутов

### Третья группа (21 января2006)
- Анастасия Россошанская (из Караганды) — Отпусти Меня by Валерия
- Ардак Кенжесарин (из Павлодара) — Алатау by
- Ирина Писарева (из Павлодар) — Выше Облаков by ВИА Сливки
- Карлыгаш Тастамбекова (из Алматы) -
- Марат Оразбаев (из Жанаозена) — Разлука by 101
- Меруерт Ниязбаева (из Костаная) — I Have Nothing by Whitney Houston
- Найля Заитова (из Алматы) — Beautiful by Christina Aguilera
- Ринат Малцагов (из Павлодара) — Немного Жаль by Филипп Киркоров

### Четвёртая группа (28 января2006)
- Дария Акпарова (из Караганды) — I Will Survive by Gloria Gaynor
- Динара Коскельдиева (из Алматы) — Hero by Mariah Carey
- Ерлан Алимов (из Костаная) — Ты Сделана Из Огня by Вадим Усланов
- Мнаш Жанболатова (из Алматы) — Стена by Лариса Долина
- Тимур Калекперов (из Усть-Каменогорска) — Как Ты Красива Сегодня by Валерий Меладзе
- Владимир Ким (из Караганды) — Вечная Любовь by Andre Makarskiy
- Зарина Бейсембаева (из Караганды) — Между Нами Зима by Дильназ Ахмадиева
- Жанара Хамитова (из Караганды) -

### Пятая группа (4 февраля2006)
- Анастасия Усова (из Актобе) — Adagio by Lara Fabian
- Антон Ивлев (из Костаная) — Jamaica by Robertino Loreti
- Асем Тасбулатова (из Шымкента) — Жалт Етіп Өткен by Asem
- Евгений Гартунг (из Рудного) — Тропикана-Женщина by Валерий Меладзе
- Ирина Кононова (из Усть-Каменогорска) — I Feel Good (I Got You) by James Brown
- Марат Нигманов (из Астаны) — Серенада 2000 by Браво
- Тимур Ахметжанов (из Актобе) — Insatiable by Darren Hayes
- Вера Кан (из Алма-Аты) — Герой Не Мойего Романа by Юлия Началова

### Счастливый билет (18 февраля2006)
- Анастасия Усова — Бақыт Күшағында by Шамши Калдаяков
- Аян Бирбаев — As Long As You Love Me by Backstreet Boys
- Данияр Отеген
- Дария Акпарова
- Ерлан Алимов — Сердце, Скажи by Иван Бреусов
- Гульмира Иржанова — Don’t Speak by No Doubt
- Марат Оразбаев — Я — Это Ты by Мурат Насыров
- Маржан Макишева — Karma by Alicia Keys
- Мнаш Жанболатова
- Найля Заитова
- Сарман Тулебаев — Голос by Александр Панайотов
- Вера Кан — Иногда

### Top 12/Темы
Каждую неделю была общая тема, по которой соперники выбирали песни.
- Top 12: Концерт посвященный специальному гостю Tomas N’Evergreen)
- Top 11: Российские хиты
- Top 10: Хиты Советских фильмов
- Top 9: Латиноамериканские хиты
- Top 8: Казахстанские хиты
- Top 7: Восточные хиты
- Top 6: My Idol
- Top 5: Хиты 70-х и 80-х
- Top 4: Хиты Нового Тысячелетия
- Top 3: Love Songs
- Top 2: Grand Final

### Ведущие
- Сабина Саякова
- Алан Черкасов

### Жюри
- Нагима Ескалиева — народная артистка
- Людмила Ким — VJ
- Кайрат Кульбаев — вице-президент HiT TV
- Игорь Сырцов — генеральный продюсер телеканала КТК

## Четвёртый сезон
Заключительный сезон, прошедший в первом полугодии 2007 года.
Прослушивание четвёртого сезона проходило с 30 января по 14 февраля, в следующих городах:
- Атырау: 30 января в филармонии им. Жанторина
- Уральск: 30 января в центральном дворце культуры молодежи
- Караганда: 1 февраля в цирке г. Караганды
- Актобе: 2 февраля в областной филармония им. Жубановой
- Павлодар: 2 февраля в культурно развлекательном центре «Баянаул»
- Астана: 5 февраля, 6 февраля в спорткомплекс «Алатау»
- Шымкент: 6 февраля, 7 февраля Гостиничном комплексе «Достык»
- Тараз: 8 февраля в Доме культуры «Баласагун»
- Усть-Каменогорск: 9 февраля в развлекательном центре «Большевик»
- Алма-Ата: 13 февраля, 14 февраля в ночном клубе «Da freak»

Премьера четвёртого сезона SuperStar.KZ состоялось 17 февраля 2007 года в 18.50 на «Первом канале Евразия».
В четвёртом сезоне для избрания участников в десятку финалистов были поделены так: первую неделю выступали 12 девушек, а следующую неделю 12 парней.
Из них выходят 8 парней и девушек. Далее из 8-й выходят по 4 участников и того 8 финалистов. Также «Счастливый билет», дающий шанс ещё двоим участникам попасть в финал.
Спонсорами SuperStar.KZ четвёртого сезона являлись Pepsi, Taft и Rexona.

### Первая группа. (Девушки.14 марта2007)
- Дария Акпарова — Я всё поняла
- Ардак Зинали — Туган Жер
- Мариям Думанова — Колыбельная
- Аида Жакупова — Под испанским небом
- Бану Лехавева — Аке Туралы Жай
- Степанида Басюк — Ещё люблю
- Елена Псарёва — This love
- Гузель Лухманова — Маленький принц
- Гулим Айтказина — Лебединая верность
- Айнур Назарбекова — Мен Жайлы
- Зарина Курманбаева — Я твоя
- Альбина Оганесян — Останусь

### Вторая группа. (Парни.31 марта2007)
- Олег Карезин — Жан Сырым
- Даулет Сулейменов — Since U’ve Been Gone
- Талгат Кенжебулатов — Разлука
- Анатолий Цой — Леди Дождя
- Даулет Болатбаев — Кахаз Кеме
- Владимир Ким — Я Не могу без тебя
- Нурлан Толепбергенов — Суйгеным
- Игорь Тухватов — Невозможно возможно
- Олег Никитин — Cosa Sei
- Азамат Берсембаев — Потому что я тебя люблю
- Рустем Нургалиев — Я эту жизнь тебе отдам
- Адылжан Умаров — Кто-то простит

### 8 — 4. (Девушки.7 апреля2007)
- Аида Жакупова — Ангел мой
- Гулим Айтказина — Ангел хранитель мой
- Мариям Думанова — Жаным
- Альбина Оганесян — Зима
- Елена Псарёва — Жан ана
- Дария Акпарова — Because You
- Степанида Басюк — Маххабат жылыны
- Айнур Назарбекова — Не смотри

### 8 — 4. (Парни.14 апреля2007)
- Игорь Тухватов — Ты сделана из огня
- Владимир Ким — Даже если ты уйдёшь
- Адылжан Умаров — Sex bomb
- Олег Никитин — Опера № 2
- Олег Карезин — Я от тебя схожу с ума
- Даулет Болатбаев — Моя история
- Анатолий Цой — Мама
- Талгат Кенжебулатов — Стань для меня

С помощью «счастливого билета» прошли в финал Олег Карезин и Даулет Болатбаев.
30 июня 2007 г. победителем Superstar.kz 4 стал Олег Карезин (59 % голосов). 2-е место занял Адылжан Умаров (41 %).

### Ведущие
- Ирина Кордюкова
- Адиль Лиян

### Жюри
- Нагима Ескалиева — народная артистка
- Тарас Бойченко — генеральный директор APR Optimum Media Central Asia.
- Серик Акишев — телеведущий

## Статистические данные

### Третий сезон
| Дата       | Опасная зона             | Опасная зона             | Опасная зона             |
| 25 февраля | Арстан Мырзагереев       | Ерлан Алимов             | Асем Тасбулатова         |
| 4 марта    | Екатерина Реванова       | Алтынай Сапаргалиева     | не объявлен              |
| 11 марта   | Анастасия Россошанская   | Динара Коскельдиева      | Евгений Гартунг          |
| 18 марта   | Ерлан Алимов             | Динара Коскельдиева (3)  | Евгений Гартунг (3)      |
| 25 марта   | Жанара Хамитова (2)      | Алтынай Сапаргалиева     | Динара Коскельдиева (4)  |
| 1 апреля   | Динара Коскельдиева (5)  | Асем Тасбулатова         | Алтынай Сапаргалиева (2) |
| 8 апреля   | Асем Тасбулатова (2)     | Ринат Малцагов           | Нуржан Керменбаев        |
| 15 апреля  | Ринат Малцагов (2)       | Евгений Гартунг (2)      | Анастасия Усова          |
| Дата       | Опасная зона             | Опасная зона             |                          |
| 22 апреля  | Евгений Гартунг (3)      | Алтынай Сапаргалиева (3) |                          |
| 29 апреля  | Алтынай Сапаргалиева (4) | не объявлен              |                          |
| 6 мая      | Анастасия Усова (2)      | Нуржан Керменбаев        |                          |

### Четвёртый сезон
| Дата      | Тема концерта                                  | Опасная зона            | Опасная зона       | Опасная зона        |
| 28 апреля | Российские хиты                                | Альбина Оганесян        | Олег Никитин       | Степанида Басюк     |
| 5 мая     | Песни военных лет                              | Олег Никитин (2)        | Даулет Болатбаев   | Мариям Думанова     |
| 12 мая    | Казахстанские песни                            | Степанида Басюк (2)     | Олег Карезин       | Мариям Думанова (2) |
| 19 мая    | Застольные песни                               | Даулет Болатбаев (2)    | Анатолий Цой       | Мариям Думанова (3) |
| 26 мая    | Песни с киносериала Д’Артаньян и три мушкетёра | Талгат Кенжебулатов     | Айнур Назарбекова  | Мариям Думанова (4) |
| 2 июня    | Детские песни                                  | Мариям Думанова (5)     | Анатолий Цой (2)   | Адылжан Умаров      |
| Дата      | Тема концерта                                  | Опасная зона            | Опасная зона       |                     |
| 9 июня    | Мировые хиты на Казахском языке                | Анатолий Цой (2)        | Адылжан Умаров (2) |                     |
| 16 июня   | Песни Pepsi                                    | Айнур Назарбекова (2)   | Олег Карезин (2)   |                     |
| 23 июня   | Рок                                            | Талгат Кенжебулатов (2) | не объявлен        |                     |
| 30 июня   | GRAND-FINAL                                    | Адылжан Умаров (3)      | Олег Карезин       |                     |